# Sherif Hatata
Sharif Hatata (en árabe: شريف حتات‎; 13 de septiembre de 1923-El Cairo, 22 de mayo de 2017) fue un médico y escritor y comunista egipcio. 

## Primeros años de vida
Hatata nació en Egipto el 13 de septiembre de 1923, hijo de un padre egipcio, Fathallah Hetata Pasha, y una madre inglesa. Su padre era un terrateniente feudal educado en Occidente, y su familia pertenecía a la clase media alta. Hatata, criado en su pueblo natal, en la región del Delta del Nilo, recibió poca educación sobre la agricultura, el sector en el que su familia dependía para obtener ingresos. A sus veinte años, Hatata quedó consternado por las condiciones empobrecidas en las que vivían los fellahin (ár.: فلاحين, campesinos) que trabajaban las tierras de su padre, y expresó resentimiento por ser "el heredero del feudalismo y uno de sus hijos".

## Activismo
En los años inmediatamente posteriores a la Segunda Guerra Mundial, Hatata fue invitado y aceptó unirse a Iskra, uno de los principales movimientos comunistas de Egipto, fundado en 1942 por Hillel Schwartz. Hatata mencionó que su razón para unirse a Iskra fue porque el movimiento de izquierda en Egipto en general era "progresista, abierto, ... no era tradicional ni fanático", mientras que otros movimientos ideológicos parecían basarse en "el patriotismo emocional". En 1947, Iskra se fusionó con el Movimiento Democrático para la Liberación Nacional (DMNL, por sus siglas en inglés). En 1948, Hatata fue arrestado por las autoridades durante una represión anticomunista por parte de las autoridades monárquicas.
Fue liberado después de que la monarquía fuera derrocada por la “Revolución de los Oficiales Libres de 1952”. Después de la revolución de 1952, se convirtió en miembro del consejo editorial del periódico Voice of the Peasants. Cuando dos camaradas de Hatata del DMNL escaparon de la detención, huyeron y se quedaron temporalmente en la casa de Hatata. En ese momento, Sherif estaba bajo vigilancia policial y, al enterarse, los tres se fueron a la casa de otro camarada liberado del DMNL. Sin embargo, fueron rastreados y arrestados.
Sherif y docenas de otros comunistas fueron liberados durante la presidencia de Gamal Abdel Nasser en abril de 1964. Tras su liberación, Hatata fue uno de los exmiembros del DMNL que creían que los comunistas egipcios podrían unirse a la Unión Socialista Árabe de Nasser (ASU), el único partido oficial en el país. Lo veían como un movimiento progresista y socialista. Nasser se volvió crítico de la ASU en ese momento, afirmando que no estaba cumpliendo con la "democracia socialista" en Egipto. En diciembre de 1964, el liderazgo de la ASU fue reorganizado con el establecimiento de un secretariado general de 16 miembros, de los cuales seis eran comunistas originales, incluido Hatata.

## Iskra: Fundación y Desarrollo
Hillel Schwartz, otro miembro francófono de la comunidad judía y afiliado a l'Union Démocratique, desempeñó un papel crucial en la fundación de la organización marxista Iskra en 1942. La elección de este nombre, tomado del periódico bolchevique de Lenin, indicaba la orientación del grupo hacia las tradiciones políticas e intelectuales europeas. Es importante destacar que en 1942, pocos egipcios que solo hablaban y leían árabe podrían haber conocido el significado de "Iskra" (y aún hoy en día).
En 1944, Iskra estableció un destacado foro intelectual conocido como Dâr al-Abhâth al-‘Ilmiyya (la Casa de Estudios Científicos), que sirvió como centro cultural, intelectual y social. Este espacio fomentó la mixtura entre jóvenes hombres y mujeres, así como la participación de personas de diversas confesiones. La combinación de estimulación intelectual y desafío a las normas sociales conservadoras resultó ser una mezcla poderosa, permitiendo a Iskra reclutar a jóvenes egipcios. Entre ellos se encontraban numerosos jóvenes educados en los prestigiosos liceos católicos y seculares franceses de élite en El Cairo, representando diferentes afiliaciones religiosas: musulmanes, cristianos, judíos, hombres y mujeres (las primeras mujeres en el movimiento provenían principalmente de Iskra).
Entre los notables miembros de Iskra se encontraban Shuhdi ‘Atiya al-Shafi‘i, Muhammad ‘Abd al-Ma‘bud al-Gibali, Anouar Abdel Malek, Sharif Hatata, Michel Kamil, Mohamed Sid-Ahmed, Latifa al-Zayyat, Aimée Setton, Soraya Adham e Inji Aflatun. Para 1947, la organización contaba con aproximadamente 900 miembros, mayormente intelectuales, de los cuales el 40% eran extranjeros o mutamassirun. La diversidad y amplitud de su membresía destacaban la naturaleza inclusiva de Iskra en ese período.

## Debates en el Movimiento Comunista Egipcio

### Perspectivas sobreHenri Curiely la Participación de Sharîf Hatâta
Diversos trabajos y escritos, publicados poco después, participan en estos debates. Entre los antiguos actores del movimiento comunista destacan Sa'd Zahrân, Mustafâ Tîba, Ibrâhîm Fathî, Sharîf Hatâta, y recientemente, Anwar 'Abd al-Malik. Además, se suman estudios y investigaciones, principalmente académicos, sobre los judíos de Egipto y su compromiso comunista, incluyendo trabajos de L. al-Muttî’î, 'Ali Shalash, Sa'îda Husni, A. 'Abdu 'Alî, entre otros. Henri Curiel es ampliamente discutido en este contexto.
Se reconoce de manera unánime a Henri Curiel como una figura inteligente y con cierta "ingenuidad" (Hatâta, p. 306). Sin embargo, también puede percibirse como un individuo frío y calculador, según Târiq al-Bishrî. A pesar de esto, Curiel sigue siendo la figura comunista más célebre en Egipto, siendo asociado estrechamente a Hilel Schwartz y otros nombres judíos en la difusión de las ideas comunistas.
Mustafâ Tîba rechaza argumentos contrarios, afirmando que Curiel fue un verdadero partidario y un artífice efectivo del tamsîr. Sharîf Hatâta, por su parte, sostiene que Curiel estaba sinceramente "déchiré" (desgarrado) entre la necesidad de retirarse rápidamente y la ambición de liderar. En contraste, Ra'ûf 'Abbâs opina que Henri Curiel no comprendió que la "egyptianización" significaba el fin de su papel en la dirección del movimiento.
Estos debates involucraron la evaluación de figuras prominentes como Henri Curiel y sus roles en el movimiento. Los puntos de vista variados sobre Curiel, sus motivaciones y acciones, generaron discusiones entre los miembros de la comunidad comunista en Egipto, como lo expresan Hatâta, Târiq al-Bishrî, Mustafâ Tîba, y Ra'ûf 'Abbâs, entre otros.
Los debates se centraron en la interpretación y evaluación de las acciones de figuras clave dentro del movimiento comunista egipcio, y Sharîf Hatâta contribuyó a estos debates con su perspectiva sobre Henri Curiel y otros temas relacionados.

### Posicionamiento Político y Estrategias del Movimiento Comunista Egipcio
En la década de 1960, el Movimiento Comunista Egipcio se vio inmerso en debates y decisiones cruciales que delinearon su posicionamiento político y estrategias. Una conferencia en prisión, organizada poco antes de julio de 1961, condujo a la elaboración de un análisis conocido como el grupo socialista, en el cual Fadl desempeñó un papel fundamental.
Según esta perspectiva, la influencia del movimiento socialista y la orientación patriótica e independiente del grupo de Nasser generaron corrientes socialistas no científicas en Egipto. Miembros destacados como Zaki Mourad y Sherif Hatata creían en la posibilidad de unidad con el grupo de Nasser, considerándolo socialista y sus políticas progresistas. Sin embargo, Fadl señaló que, aunque era posible imaginar tal unidad, las condiciones aún no estaban maduras, abogando por preservar la independencia hasta que llegara el momento adecuado.
La paradoja aparente de brindar apoyo crítico a un régimen que los envió a prisión se basaba en su análisis político. Durante el juicio, Shuhdi Atteya, miembro del grupo, apoyó públicamente al régimen mientras criticaba el autoritarismo y los problemas internos. Tras su liberación en abril de 1964, los comunistas se enfrentaron al desafío de mantener una organización autónoma. Algunos exlíderes se unieron al régimen, incluidos Zaki Mourad y Sherif Hatata, quienes se unieron a la Avant-Garde Socialista.
En este periodo, en 1963, Nasser estableció una organización secreta compuesta por aquellos que tenían fe en la revolución y en el socialismo, contando con la participación de excomunistas como Abdel Ma’boud al Gibali, Ahmed Rifa’i y Fouad Morsi. El contexto político de la época también llevó a la formación de una corriente socialista no científica, según Labib (1990: 427).
Para obtener información adicional sobre las contribuciones del Movimiento Democrático para la Liberación Nacional (DMNL) y otras opciones, se pueden consultar obras como al-Guindi (1996), Hatata (1995), o Sadeq Saad (1986).

## Familia
Hatata estuvo casado con la destacada escritora feminista egipcia Nawal El Saadawi hasta 2010; la pareja se conoció en 1964. Vivieron en El Cairo, pero construyeron una pequeña casa en el pueblo natal de Hatata, a la que viajaban varias veces al año. La pareja tuvo un hijo, Atef, quien es director de cine en Egipto. Desde 2006 hasta su fallecimiento, Hatata estuvo casado con la escritora y crítica de cine egipcia Dr. Amal Elgamal (أمـــل الجمل).